# Фольклорна експедиція
Фольклорна експедиція (Фольклористична експедиція) — окрема форма фольклорного польового дослідження, яке проводять безпосередньо серед народу із метою збирання певних відомостей про існування фольклорної традиції: фольклорний репертуар досліджуванного населеного пункту, регіону або виконавця; носіїв фольклору; побутовий, обрядовий, та суспільно-історичний контексти функціонування фольклору. Фольклорна експедиція є однією з найпоширеніших форм польового фольклорного дослідження та засобом для збирання автентичних зразків народної творчості. Збирачі фольклору під час фольклорних експедицій можуть збирати зразки народної творчості, збирати літературу про попередні фольклорні дослідження на відповідній території та брати участь в майстер-класах народних ремесел. Фольклористична (фольклорна) 
експедиційна практика займає важливе місце в підготовці кваліфікованих фахівців мистецьких спеціалізацій і належить до ключової складової їх професійної підготовки .

Успішне проведення фольклорної експедиції залежить від її ретельної підготовки, в яку входить: 1) чітке визначення мети та завдань експедиції; 2) розробка детального плану її проведення; 3) попереднє ознайомлення з територією, куди запланована експедиція: з його історичними, етнографічними, діалектними особливостями; зі специфікою побутування фольклорної традиції, її жанровою системою, виконавською манерою; 4) підготовка програми-запитальника відповідно до мети і завдань експедиції; 5) вивчення типових форм документації фольклорної практики; 6) освоєння аудіо- та відеоапаратури: користування цифровим диктофоном, під’єднання та оптимальне розміщення зовнішнього мікрофона; освоєння фото- й відеокамери, застосування освітлення під час фотографування та відеознімання; 7) проведення інсценізованих тренувань стандартного збирацького сеансу; 8) засвоєння вимог до архівного опрацювання фольклорних матеріалів.